# Christian Magnus Ahnström
Christian Magnus Ahnström, född 23 augusti 1791 på Jordtorp Södregård i Gränna, död 8 februari 1862 på Braxstad, var en svensk militär.

## Biografi
Ahnström, som var adelsman, föddes utanför Gränna som son till majoren i Jönköpings regemente Georg Gustaf Ahnström och dennes hustru Charlotta Catharina Hedwall. Han blev redan den 18 januari 1796 volontär vid Jönköpings regemente, men gick först den 14 november 1805 i tjänst som sergeant vid Livgrenadjärregementet, och han utnämndes till fänrik där den 28 juni 1808. Han utnämndes till löjtnant den 24 mars 1812, för att den 28 maj 1816 bli befordrad till stabskapten. När Livgrenadjärregementet delades i två regementen 1816 utnämndes han till regementskvartermästare vid Andra livgrenadjärregementet samt blev den 18 april 1826 kompanichef där. Han befordrades till major i armén den 8 februari 1840 och erhöll avsked den 12 juni 1844.
Ahnström deltog i Finska kriget 1808-1809, Sjätte koalitionskriget i Tyskland 1813 samt i Fälttåget mot Norge 1814.

## Utmärkelser
- Riddare av Svärdsorden